# Communauté de communes du Pays d'Iroise
Communauté de communes du Pays d'Iroise er et fransk kommunalt samarbejde, der består af 20 kommuner i den nordvestlige del af det franske departement Finistère. De samarbejdende kommuner er:
| - Brélès - Le Conquet - Guipronvel - Île-Molène - Lampaul-Plouarzel - Lampaul-Ploudalmézeau - Landunvez - Lanildut - Lanrivoaré - Locmaria-Plouzané | - Milizac - Plouarzel - Ploudalmézeau - Plougonvelin - Ploumoguer - Plourin - Porspoder - Saint-Renan - Trébabu - Tréouergat |

## Statistik
| Areal             | 317,05 km2    |
| Indbyggertal      | 43.267 (2006) |
| Befolkningstæthed | 137 indb./km² |
| Hovedby           | Lanrivoare    |